# 33 Gwardyjska Dywizja Strzelecka
33 Gwardyjska Dywizja Strzelecka (ros. 33-я гвардейская стрелковая дивизия) – związek taktyczny (dywizja) Armii Czerwonej.

## Historia
33 GwDS została utworzona w maju 1942 roku z żołnierzy oddziałów powietrznodesantowych z Półwyspu Tamańskiego i Ust´-Łabinska, choć zazwyczaj dywizje gwardyjskie powstawały z wyróżnienia i wzmocnienia zasłużonych na froncie „zwykłych” dywizji. Służyło w niej dużo komunistów i konsomolców.
Do końca maja 1942 dywizja była gotowa do walki i 29 maja została włączona w skład 47 Armii i Frontu Północno-Kaukaskiego, jednak już kilka dni później przeniesiona do odwodów Frontu Stalingradzkiego.
W lipcu 1942, 33 GwDS zajęła pozycje obronne na brzegu Donu. Następnie brała udział w bitwie stalingradzkiej, wchodząc w skład 62 Armii. 10 sierpnia została oskrzydlona przez niemieckie czołgi i pomimo męstwa żołnierzy musiała ustąpić w kierunku Wołgi.
Uzupełniona rekrutami i ochotnikami z obwodu tambowskiego, od grudnia 1942 w składzie 2 Gwardyjskiej Armii, ponownie walczyła w bitwie stalingradzkiej, a następnie w kontrataku kierując się na Rostów nad Donem.
W 1944 wzięła udział w ofensywie na Krym, zyskując honorowy tytuł dywizji sewastopolskiej.
W ostatnich miesiącach wojny przerzucona w kierunku Bałtyku, gdzie, w składzie 43. Armii, była główną radziecką jednostką w zdobyciu Königsberga.
Po Zwycięstwie wycofana do Rżewa. Wobec demobilizacji w 1946 zredukowana do brygady i rozwiązana w 1947.